# 法尔内塞剧院

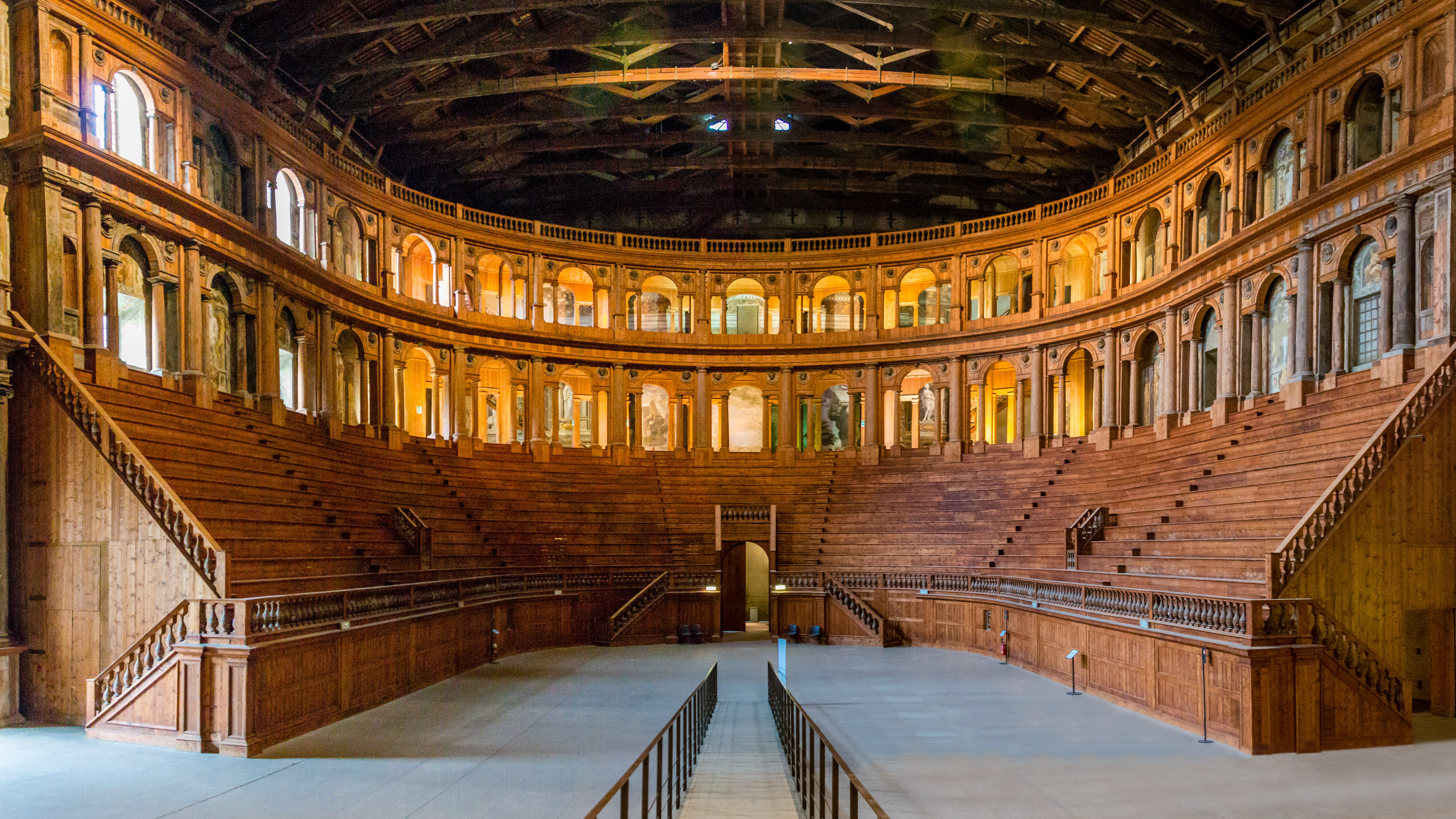
法尔内塞剧院

法尔内塞剧院（Teatro Farnese）是意大利帕尔马一座巴洛克风格的剧院。它由Giovanni Battista Aleotti建于1618年。该剧院在二战期间（1944年）遭盟军轰炸，几乎被毁。战后重建剧院，并于1962年开放。
有人声称这是第一个永久性镜框式舞台剧院。